# 尤拉臨界負載

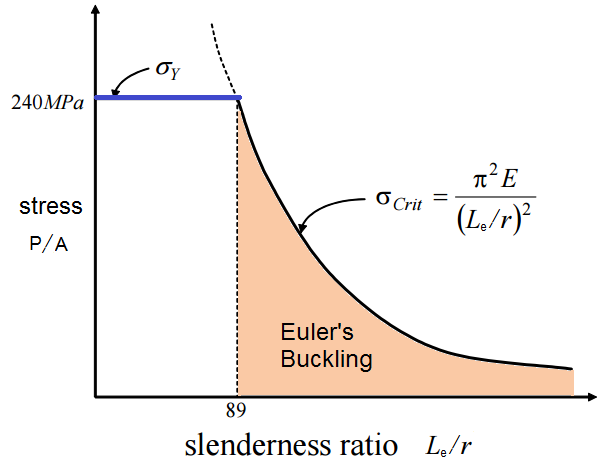
图 1：钢的临界应力与細长比，E = 200 GPa，降伏强度 = 240 MPa。

尤拉临界負载是细长柱體突然弯曲或挫曲時的压缩負载。公式如下： 
{\displaystyle P_{cr}={\frac {\pi ^{2}EI}{(KL)^{2}}}}
其中
{\displaystyle P_{cr}}, 尤拉临界負载（柱上的纵向压缩負载），
{\displaystyle E} ，柱體材料的杨氏模數，
{\displaystyle I} ，柱體横截面的最小面积惯性矩，
{\displaystyle L}, 柱體的无支撑长度，
{\displaystyle K} ,柱體有效长度係數
这个公式是在西元1757年由瑞士数学家莱昂哈德·尤拉所推導出來。临界負载是不会引起横向挠曲（挫曲）的最大負载。对于小于临界負载的應力，柱将保持笔直。对于大于临界負载的應力，柱将有横向形變產生。恰等於临界負载的應力，使柱处于不稳定平衡状态。超过临界载荷的载荷会导致柱因挫曲而失效。随着負载增加超过临界負载，横向形變量会增加，直到它可能在其他模式下失效，例如材料降伏。超出临界負载的應力不在本文的讨论範圍。
大約在1900年， J. B. Johnson 提出在低細長比下，應該使用不同的方程式。

## 模型假设
在推导尤拉公式時所做的假设如下： 
1. 柱體材料均质且具等向性。
2. 柱體受到的压缩負载仅有轴向。
3. 柱子没有初始应力。
4. 柱子的重量被忽略。
5. 柱子最初是直的（轴向負载没有偏移）。

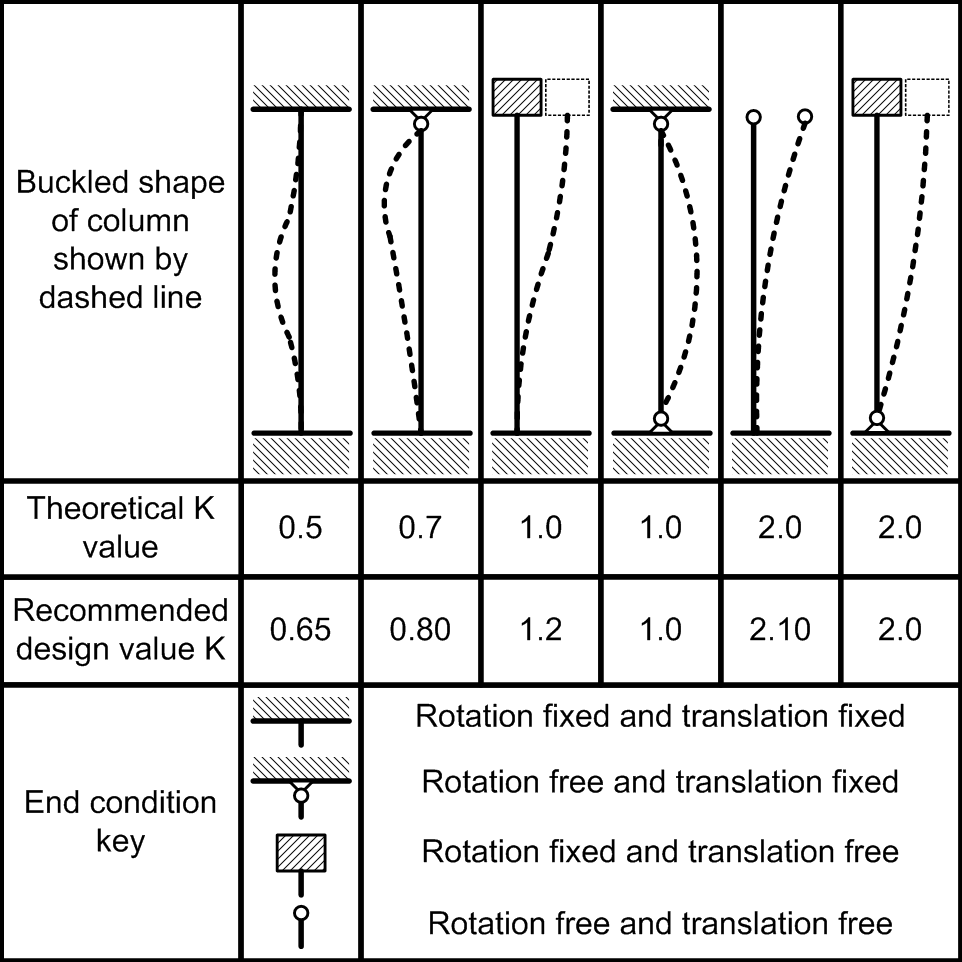
图 2：尤拉临界負载的柱體有效长度係数。在实际设计時，建议增加為如上图所示的係数。

6. 销接头无摩擦（无力矩约束），若是固定端則無刚性（无旋转偏转）。
7. 柱子的横截面在其整个长度上是均匀、不改變的。
8. 與弯曲應力相比，直接应力非常小（材料仅在弹性应变范围内被压缩）。
9. 細長比很高，与柱的横截面尺寸相比，柱的长度非常長。
10. 该柱仅因挫曲而失效，即柱中的压应力不超过降伏强度{\displaystyle \sigma _{y}} （见图1）：
{\displaystyle \sigma ={\frac {P_{cr}}{A}}={\frac {\pi ^{2}E}{(L_{e}/r)^{2}}}<\sigma _{y}}

其中：
{\textstyle {\frac {L_{e}}{r}}}, 细长比,
{\displaystyle L_{e}=KL} ，有效长度，
{\textstyle r={\sqrt {\operatorname {I}  \over \operatorname {A} }}} ,迴转半径,
{\displaystyle I}, 面积惯性矩,
{\displaystyle A}, 横截面面積。
对于细长柱體，临界挫曲应力通常低于降伏应力。相比之下，坚固的柱子可能具有高于降伏的临界挫曲应力，即它會在挫曲之前就先降伏。

## 数学推导

### 銷接端點的柱體

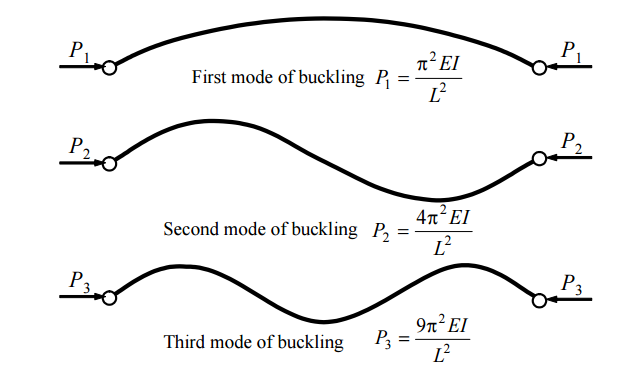
图 4：前三种挫曲負载模態

以下模型适用于两端為简支承的柱子（ {\displaystyle K=1} ）。
首先，我们要注意銷接端没有反作用力，所以柱的任何横截面也没有剪力。没有应力的原因可以从对称性（所以应力应该在相同的方向）和力矩平衡（所以应力应该在相反的方向）得到。
使用圖 3 右側的自由体图，并將点 x 的力矩加總：
{\displaystyle \Sigma M=0\Rightarrow M(x)+Pw=0}
其中 w 是横向變形。
根据尤拉-伯努利樑理论，樑的挠度与其弯矩的關係式为：

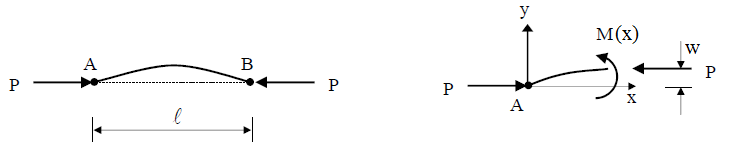
图 3：挫曲負载作用在兩端為銷接點的柱體

{\displaystyle M=-EI{\frac {\mathrm {d} ^{2}w}{\mathrm {d} x^{2}}}} ,
让{\displaystyle \lambda ^{2}={\frac {P}{EI}}} ， 所以：
{\displaystyle EI{\frac {d^{2}w}{dx^{2}}}+Pw=0}
{\displaystyle {\frac {d^{2}w}{dx^{2}}}+\lambda ^{2}w=0}
我们得到一个经典的齐次二阶常微分方程。
该方程的通解为： {\displaystyle w(x)=A\cos(\lambda x)+B\sin(\lambda x)} ， 這裡的 {\displaystyle A} 和 {\displaystyle B} 常数由边界条件所定義，它们是：
- 左端點固定{\displaystyle \rightarrow w(0)=0\rightarrow A=0}
- 右端點固定{\displaystyle \rightarrow w(l)=0\rightarrow B\sin(\lambda l)=0}

如果{\displaystyle B=0} ，没有弯矩存在，我们得到了平凡解{\displaystyle w(x)=0} 。
但是，从其他解 {\displaystyle \sin(\lambda l)=0} 我们得到 {\displaystyle \lambda _{n}l=n\pi } ， 其中{\displaystyle n=0,1,2,\ldots }
再加上前述的 {\displaystyle \lambda ^{2}={\frac {P}{EI}}} ，各种临界負载是：
{\displaystyle P_{n}={\frac {n^{2}\pi ^{2}EI}{l^{2}}}} ， 为了{\displaystyle n=0,1,2,\ldots }
并取决于 {\displaystyle n} 的值 ，产生不同的挫曲模態 ，如图 4 所示。 n=0 时的負载和模態是非挫曲模態。
理论上任何挫曲模態都有可能出現，但在缓慢施加負载的情况下，可能只会产生第一种模态形状。
因此，銷端柱的尤拉临界負载為：
{\displaystyle P_{cr}={\frac {\pi ^{2}EI}{l^{2}}}}
得到柱的第一模态挫曲形状为：
{\displaystyle w(x)=B\sin \left({\pi  \over l}x\right)} .

### 通常的做法
樑軸向的微分方程：
{\displaystyle {\frac {d^{4}w}{dx^{4}}}+{\frac {P}{EI}}{\frac {d^{2}w}{dx^{2}}}={\frac {q}{EI}}}

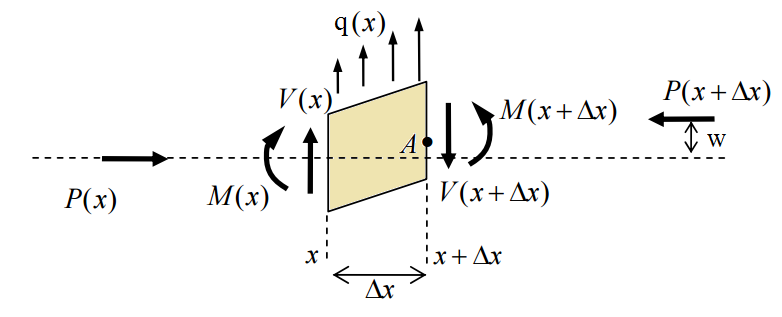
图 5：作用在柱上的力與力矩。

对于仅具有轴向負载的柱，横向負载 {\displaystyle q(x)} 消失，再代入 {\displaystyle \lambda ^{2}={\frac {P}{EI}}} 可得到：
{\displaystyle {\frac {d^{4}w}{dx^{4}}}+\lambda ^{2}{\frac {d^{2}w}{dx^{2}}}=0}
这是一个齐次四阶微分方程，其通解为
{\displaystyle w(x)=A\sin(\lambda x)+B\cos(\lambda x)+Cx+D}
四个常数 {\displaystyle A,B,C,D} 由兩端边界条件所决定的 {\displaystyle w(x)} 來得到。有以下三种情况：
1. 銷接端 (Pinned end)：
{\displaystyle w=0}和{\displaystyle M=0\rightarrow {d^{2}w \over dx^{2}}=0}
2. 固定端 (Fixed end)：
{\displaystyle w=0}和{\displaystyle {dw \over dx}=0}
3. 自由端 (Free end)：
{\displaystyle M=0\rightarrow {d^{2}w \over dx^{2}}=0}和{\displaystyle V=0\rightarrow {d^{3}w \over dx^{3}}+\lambda ^{2}{dw \over dx}=0}

对于这些边界条件的每一种组合，都会得到一個特征值问题。藉由解决这些问题，我们得到了图 2 中所示每种條件下的尤拉临界負载值。